# لی-دس
لی-دس (انگلیسی: Lay-duce) استودیو پویانمایی ژاپنی واقع در ناکانو-کو، توکیو است. آثار هیاهوی نوجوانی، تومو چان یک دختره! و فیلم سینمایی انیمه فیت/گراند اوردر از ساخته‌های این استودیو است.